# Notharctidae
Os notarctídeos ou notartídeos (latim científico: Notharctidae) são uma família de primatas estrepsirrinos muito primitivos, difundidos a partir do Eoceno Inferior na América do Norte. Já foram considerados uma subfamília dos Adapidae do Velho Mundo.

## Taxonomia
Notharctidae Trouessart, 1879
- Cantius Simons, 1962
  - Cantius torresi - Eoceno Inferior (Wasatchiano Wa0)
  - Cantius ralstoni (=Pelycodus ralstoni)- Eoceno Inferior (Wasatchiano Wa1-Wa2)
  - Cantius mckennai- Eoceno Inferior (Wasatchiano Wa2-Wa3)
  - Cantius (Neocantius) angulatus (Cope, 1875) (=Pelycodus angulatus)- Eoceno Inferior (Wasatchiano Wa6)
  - Cantius (Neocantius) frugivorus (=Pelycodus frugivorus)- Eoceno Inferior (Wasatchiano Wa6)
  - Cantius eppsi Cooper, 1932
  - Cantius abditus  (=Pelycodus abditus) - Eoceno Inferior (Wasatchiano Wa6)
  - Cantius nunienus - Eoceno Inferior (Wasatchiano/Bridgeriano Wa7-Br1A)

- - Cantius savagei Gingerich, 1977
  - Cantius trigonodus (=Pelycodus triconodus) - Eoceno Inferior (Wasatchiano Wa4-Wa5)
  - Cantius simonsi Gunnell, 2002 - Eoceno Inferior (Wasatchiano Wa7)

- Pelycodus Cope, 1875
  - P. danielsae
  - P. jarrovii Cope, 1875 - Eoceno Inferior (Wasatchiano Wa6)
- Notharctus Leidy, 1870
  - Notharctus affinis  (=Limnotherium affine)
  - Notharctus formosus (=Hipposyus formosus)
  - Notharctus grassus
  - Notharctus limosus
  - Notharctus pugnax
  - Notharctus robinsoni Gingerich, 1979 - Eoceno Médio (Bridgeriano Br1B)
  - Notharctus robustior Leidy, 1872
  - Notharctus tenebrosus Leidy, 1870 - Eoceno Médio (Bridgeriano Br2)
  - Notharctus tyrannus (=Limnotherium tyrannus)
  - Notharctus venticolus  (=Cantius (Neocantius) venticolus, Cantius antediluvius) - Eoceno Inferior a Médio (Wasatchiano Wa7- Bridgeriano Br1A)

- Copelemur Gingerich & Simons, 1977
  - Copelemur praetutus  - Eoceno Inferior (Wasatchiano Wa4-Wa6)
  - Copelemur tutus (Cope, 1877) (=Pelycodus tutus) - Eoceno Inferior (Wasatchiano Wa6-Wa7)
  - Copelemur australotutus- Eoceno Inferior (Wasatchiano Wa5-Wa6)
  - Copelemur feretutus
  - Copelemur consortutus
- Smilodectes Wortman, 1903 (=Aphanolemur)
  - Smilodectes sororis - Eoceno Médio (Br1A)
  - Smilodectes gracilis (Marsh, 1871a)- Eoceno Médio (Bridgeriano Br2)
  - Smilodectes mcgrewi Gingerich, 1979 - Eoceno Médio (Bridgeriano Br1B)
  - Smilodectes gingerichi
- Hesperolemur Gunnell, 1995
  - Hesperolemur actius Gunnell, 1995